# Бром, Вальтер
Вальтер Хенрик Бром (пол. Walter Henryk Brom; 14 января 1921, Хожув — 18 июня 1968, там же) — польский футболист, вратарь.

## Биография
Выступал за клуб «Рух» из Хожува на протяжении своей карьеры: в годы немецкой оккупации Польши был призван в вермахт, играл за немецкие клубы «Бисмаркхюттер» и «Швинтохловиц». После освобождения Польши выступал до 1951 года за клубы «Рух» (позже «Химик» и «Уния») из Хожува, РКС из Батор и «Сталь» из Порембы.
В составе сборной Польши Бром провёл всего два матча в 1947 году. В 1938 году он был в заявке на чемпионат мира во Франции и являлся самым молодым в истории чемпионатов мира игроком, когда-либо заявленном любой сборной (ему было 17 лет и 4 месяца на момент старта турнира), однако не вышел на матч 5 июня 1938 года между Польшей и Бразилией (ворота защищал Эдвард Мадейский).